# Gibson Brothers
De Gibson Brothers is een muziektrio, bestaande uit de broers Chris, Patrick en Alex Francfort die 'Gibson' als artiestennaam aannamen. Het drietal werd geboren in Lamentin Acajou op het Caribische eiland Martinique, maar verhuisde al op jonge leeftijd naar Frankrijk. Mede dankzij de arrangementen van de Belgische producers Jean Kluger en Daniël Vangarde scoorde de groep met een mengeling van disco en salsa enkele hits aan het eind van de jaren zeventig en het begin van de jaren tachtig.
In 1987 werd nog een album uitgebracht. In de jaren 90 volgden nog enkele compilatie-albums. De single “Let’s All Dance” met David Christie werd een hit in België in 1990.
Het laatste album van de Gibson Brothers Blue island verscheen in 2005. Patrick Gibson overleed in april 2020 aan de gevolgen van een Coronabesmetting.

## Discografie

### Albums
| Album met eventuele hitnotering(en) in de Nederlandse Album Top 100 | Datum van verschijnen | Datum van binnenkomst | Hoogste positie | Aantal weken | Opmerkingen |
| ------------------------------------------------------------------- | --------------------- | --------------------- | --------------- | ------------ | ----------- |
| Non-stop dance / Come to America                                    | 1977                  | -                     |                 |              |             |
| By night                                                            | 1977                  | -                     |                 |              |             |
| Cuba                                                                | 1979                  | -                     |                 |              |             |
| On the Riviera                                                      | 1980                  | -                     |                 |              |             |
| Quartier latin                                                      | 1982                  | -                     |                 |              |             |
| Move on up                                                          | 1996                  | -                     |                 |              |             |
| Blue island                                                         | 2005                  | -                     |                 |              |             |

### Singles
| Single met eventuele hitnotering(en) in de Nederlandse Top 40 | Datum van verschijnen | Datum van binnenkomst | Hoogste positie | Aantal weken | Opmerkingen                                    |
| ------------------------------------------------------------- | --------------------- | --------------------- | --------------- | ------------ | ---------------------------------------------- |
| Non-stop dance                                                | 1977                  | 09-04-1977            | 1(2wk)          | 11           | Nr. 1 in de Single Top 100 / Alarmschijf       |
| Come to America                                               | 1977                  | 18-06-1977            | tip4            | -            |                                                |
| Cuba                                                          | 1979                  | 10-03-1979            | 32              | 3            | Nr. 30 in de Single Top 100                    |
| Que sera mi vida (If you should go)                           | 1979                  | 26-01-1980            | 3               | 10           | Nr. 1 in de Single Top 100 / Alarmschijf       |
| Latin America                                                 | 31/01/1981            | 17-01-1981            | 17              | 8            | Nr. 18 in de Single Top 100                    |
| Music & passion                                               | 2000                  | -                     |                 |              | met Ben Liebrand / Nr. 91 in de Single Top 100 |

| Single met hitnotering(en) in de Vlaamse Ultratop 50 | Datum van verschijnen | Datum van binnenkomst | Hoogste positie | Aantal weken | Opmerkingen                          |
| ---------------------------------------------------- | --------------------- | --------------------- | --------------- | ------------ | ------------------------------------ |
| Non-stop dance                                       | 16-04-1977            | 18-06-1977            | 1 (3 weken)     | 10           | Nr. 1 in de Radio 2 Top 30           |
| Come to America                                      | 18-06-1977            | 16-07-1977            | 12              | 5            | Nr. 22 in de Radio 2 Top 30          |
| Cuba                                                 | 10-03-1979            | 17-03-1979            | 25              | 2            | Nr. 19 in de Radio 2 Top 30          |
| Que sera mi vida (If you should go)                  | 02-02-1979            | 19-04-1980            | 1 (2 weken)     | 12           | Nr. 1 in de Radio 2 Top 30           |
| Latin America                                        | 31-01-1981            | 28-03-1981            | 6               | 9            | Nr. 4 in de Radio 2 Top 30           |
| Cuba                                                 | 25-04-2011            | 14-05-2011            | 7               | 18           | met Robert Abigail & DJ Rebel / Goud |
| Non stop dance                                       | 12-12-2011            | 24-12-2011            | 27              | 3            | met Robert Abigail & Philip D        |

### NPO Radio 2 Top 2000
| Nummers met noteringen in de NPO Radio 2 Top 2000 | '99  | '00 | '01  |
| ------------------------------------------------- | ---- | --- | ---- |
| Non-stop dance                                    | 1950 | -   | 1923 |
| Que Sera Mi Vida                                  | 1635 | -   | -    |

1. ↑  Een '-' betekent dat het nummer niet was genoteerd en een vetgedrukt getal geeft de hoogste notering van een nummer aan.
2. ↑  Deze tabel is bijgewerkt tot en met de laatste editie (2024).